# Фикулле
Фикулле (итал. Ficulle) — коммуна в Италии, располагается в регионе Умбрия, подчиняется административному центру Терни.
Население составляет 1683 человека, плотность населения составляет 26 чел./км². Занимает площадь 64 км². Почтовый индекс — 5016. Телефонный код — 0763.
Покровителем коммуны почитается святой Евмений Гортинский , празднование 18 ноября. 